# V. Molnár Judit
V. Molnár Judit (Miskolc, 1978. július 17. –) operaénekes, szoprán.

## Pályafutása
2012-től Ausztráliában lakik. Énekművészi diplomáját 2008-ban szerezte a Liszt Ferenc Zeneművészeti Egyetemen. Önálló koncertjein kívül kamaraesteken, oratóriumok és operák szólistájaként is fellép itthon, Európában és Ausztráliában, a miskolci Bartók+… operafesztivál rendszeres résztvevője volt. 2012-től Ausztráliában, Brisbane-ben él.

## Munkássága
Gyermekkorától tanult zenét, de eredeti tervei szerint fogorvos lett volna. Elvégezte a Zeneművészeti Főiskola magánének szakát, majd 19 évesen bekerült egy operaénekes szakra, és 23 évesen szerezte meg második diplomáját. Ezt követően a Magyar Rádiónál volt zenei szerkesztő, és elkezdődtek fellépései is. Miskolcra költözött, és a hazai és a külföldi fellépések mellett a Miskolci Egyetem Bartók Béla Zeneművészeti Intézetében tanított magánéneket.
2006-ban második helyezést ért el az Eurorégiós Versenyfesztivál opera kategóriájában, 2007-ben Magyarország képviseletében nagy sikerrel vett részt Sydney-ben az Ausztráliai Magyar Kulturális Találkozón, ennek nyomán hívták meg újra a következő, 2009–2010. évi hasonló rendezvényre, de több más ausztráliai városban (Canberra, Melbourne, Gold Coast, Adelaide, Perth) is adott koncertet.
Fontos állomás volt karrierjében a 2007-es Operafesztivál, amikor a Therion együttes opera-rock show-jának énekes szólistája volt. 2008 februárjában Debrecenben Donizetti Szerelmi bájital című operájában énekelte Adina szerepét, a 2009-es Operafesztiválon Szőnyi Erzsébet Az igazmondó juhász című operájának ősbemutatóján Fánit énekelte. 2009. január 1-jén fellépett az Interoperett-gálán, ahol ifj. Johann Strauss A denevér című operettjéből énekelt.
Molnár Judit 2005-ben elnyerte Miskolc város művészeti ösztöndíját, 2008-ban pedig Miskolci Gyémántok díjjal tüntették ki.
2010-ig három CD-je és egy DVD-je jelent meg: Áldott éj (2008), Therion (DVD is, 2008). A Szép szülőhazám című 2009-es CD-n a Miskolci Szimfonikus Zenekar kísérte, Kovács László vezényelt, és a lemezen Kodály Zoltán, Erkel Ferenc, Lehár Ferenc és ifj. Johann Strauss műveiből énekel. A CD anyagát Miskolc testvérvárosaiban (Kassa, Aschaffenburg, Tampere, Ostrava, Katowice) is előadta. Fellépéseiről különböző televíziós állomások adtak közvetítést, illetve készítettek felvételt.